# Mojmir al II-lea al Moraviei
Mojmir al II-lea (în latină Moymirus / Moimarius, în cehă Mojmír II.; n. anii 870 d.Hr., Moravia Mare – d. 906 d.Hr.), aparținând Dinastiei Mojmir, a fost principe al Moraviei Mari între anii 894 și 902 (cel târziu anul 907).

## Biografie

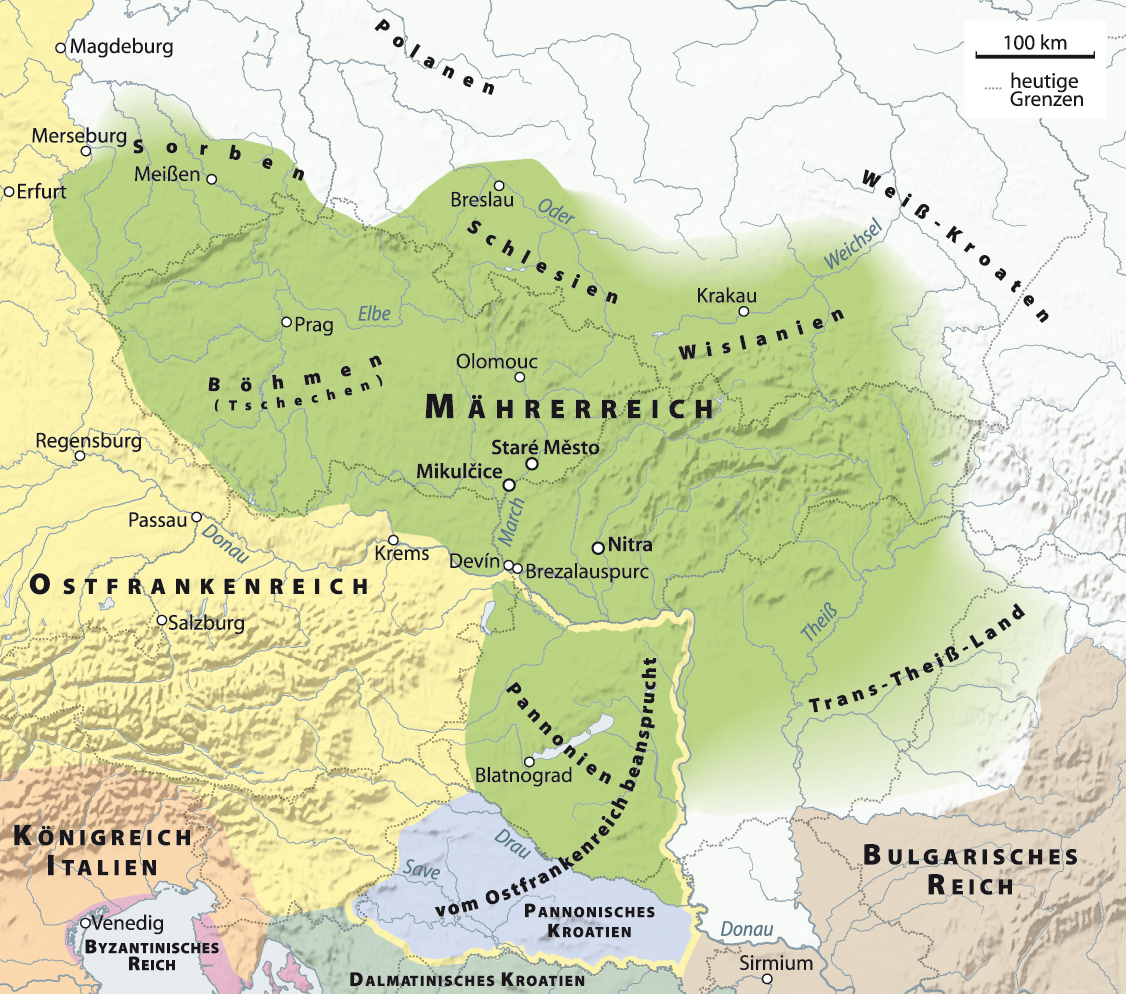
Moravia Mare în 894

Mojmir al II-lea a fost fiul cel mare al principelui Svatopluk I al Moraviei, și probabil al soției sale, Svatožizna. El s-a născut după 871 și a urcat pe tronul Moraviei Mari în 894 după moartea tatălui său. Deși o legendă populară vorbește despre trei fii ai lui Svatopluk I, doar doi dintre ei sunt menționați de sursele istorice. Mojmir, fiul cel mare, a fost succesorul tatălui său, devenind Principe al Moraviei Mari, iar al doilea fiu, Svatopluk al II-lea, a primit Principatul Nitra. La scurt timp după moartea tatălui lor, între cei doi frați a apărut un conflict și astfel a început prăbușirea imperiu morav.
După pierderea treptată a teritoriilor cucerite de tatăl său, Svatopluk I, războiul civil din țară, datorat fratelui său, și jefurile repetate ale bavarezilor și maghiarilor în Moravia, Mojmir al II-lea a reușit să reînnoiască arhiepiscopia Moraviei în anul 900 și să încheie o alianță cu Francia Răsăriteană împotriva maghiarilor în anul 901. După bătălia din anul 902 împotriva maghiarilor dată pe teritoriul Moraviei, soarta lui Mojmir al II-lea și viitorul țării sale au devenit nesigure.

### Cârmuirea între 894 și 902
După moartea puternicului său tată, Svatopluk I, în anul 894 Mojmir al II-lea a urcat pe tronul Moraviei la vârsta de aproximativ 22 de ani. Imperiul Morav, ale cărui baze fuseseră puse în jurul anului 830 de principele Mojmir I, a intrat în declin odată cu înfrângerea decisivă suferită de Svatopluk I în anul 893 în lupta cu regele romano-german Arnulf al Carintiei. În anul 894 Mojmir al II-lea a încheiat un tratat de pace cu bavarezii pentru a-și asigura recunoașterea și în afara țării a calității sale de cârmuitor. În anul 895 Boemia s-a separat de imperiul morav și Mojmir al II-lea a purtat un război de recucerire împotriva boemilor până în 897, însă fără succes.
În 898 a izbucnit un război civil între Mojmir și fratele său mai mic, Svatopluk al II-lea. În 899 bavarezii au intervenit de partea celui învins, Svatopluk, l-au eliberat pe el și pe adepții săi care fuseseră capturați și i-au dus în Bavaria. În anul următor Moravia a fost jefuită de bavarezi și de aliații lor boemi. 
Cronica Annale Fuldenses relatează astfel evenimentele: „Apoi, în al 898-lea an al Întrupării Domnului, a apărut o ceartă foarte serioasă între doi frați ai națiunii morave, anume între Mojmír și Svatopluk, și poporul lor, într-o asemenea măsură încât, dacă unul dintre ei ar fi reușit să-l prindă pe celălalt cu propriile sale forțe, acela ar fi fost forțat să se supună condamnării la moarte. Dar când împăratul a auzit aceasta, și-a trimis margrafii, adică pe Liutbald și contele Aribo, și magnații săi bavarezi, împreună cu restul loialilor săi, în ajutorul celui își pusese speranța în el, pentru eliberarea și protecția sa. Și-au umilit vrăjmașii cât au putut prin foc și sabie și i-au pustiit țara.”
Mojmir a reușit însă obținerea unei noi recunoașteri a Arhiepiscopatului independent al Moraviei în anul 900. La cererea moravilor, papa a trimis în Moravia un arhiepiscop și patru episcopi. După ce ungurii au ocupat Panonia la întoarcerea din raidul lor în Italia în același an, Mojmir a încheiat un acord de pace cu bavarezii în 901, îndreptat împotriva maghiarilor. Moravii au respins un nou atac al acestora în anul 902.

### Cârmuirea 902 până la 907 (perioadă incertă)

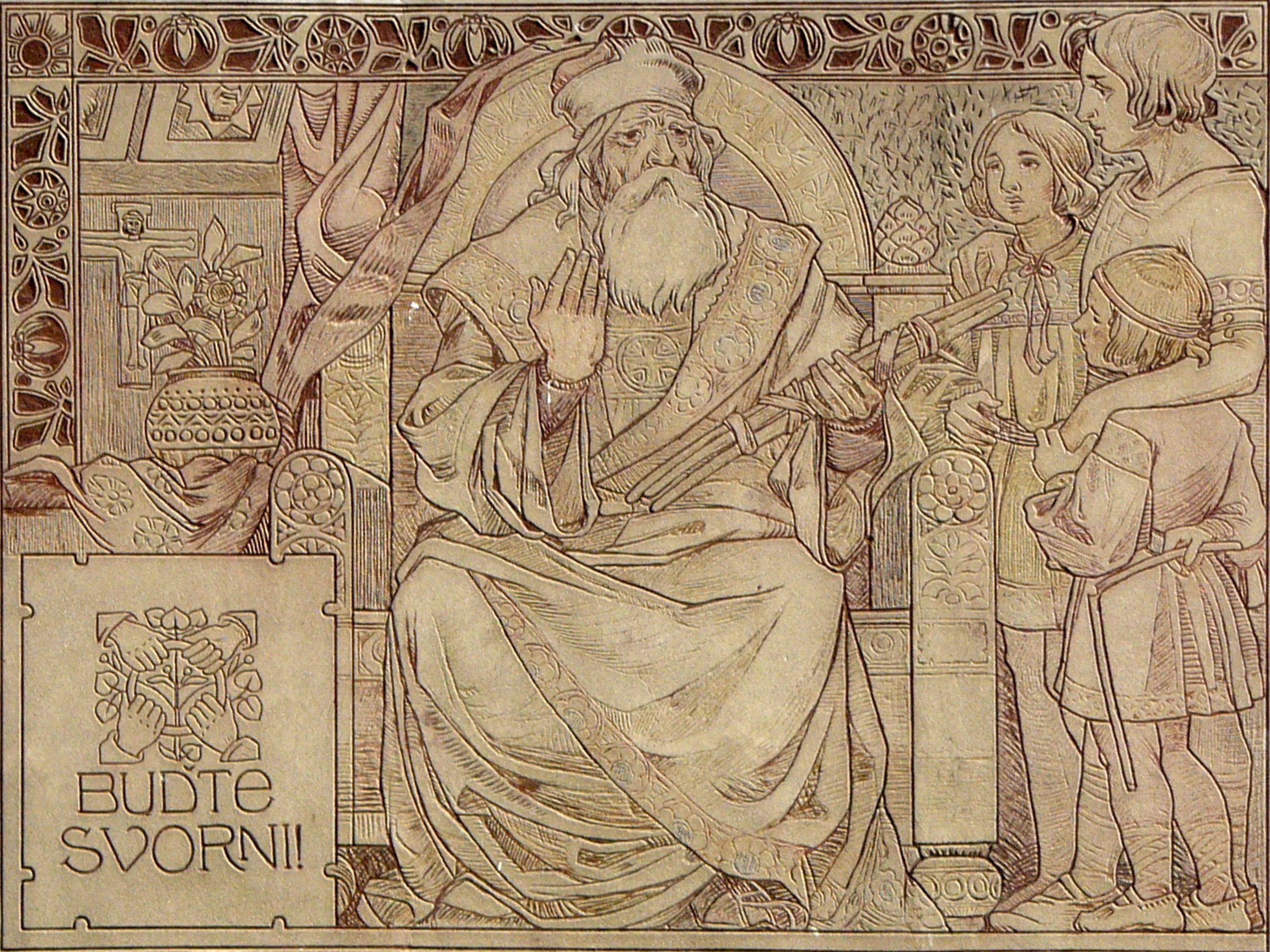
Mojmir al II-lea și frații săi, Svatopluk al II-lea și Predslav, împreună cu tatăl lor, Svatopluk I (reprezentare în Castelul din Prostějov)

Regulamentul vamal Raffelstetten oferă dovezi ale existenței unui comerț intens între Moravia și zonele învecinate în perioada 903–906. În anul 907 a avut loc Bătălia de la Pressburg, unde prezența lui Mojmir al II-lea nu este menționată, dar cronicarul Annalista Saxo raportează legat de acest conflict militar o victorie a Moraviei asupra maghiarilor în anul 906.
Istoricii Ján Steinhübel și Dušan Třeštík presupun că 906 a fost anul morții lui Mojmir al II-lea care a însemnat și sfârșitul Dinastiei Mojmir. Dušan Třeštík presupune că sfârșitul Moraviei Mari a fost pecetluit într-o singură bătălie dată lângă cetatea Nitra, în care moravii au fost învinși de maghiari. În anul 907 este posibil ca bavarezii să fi încercat printr-o contraofensivă să restabilească vechile condiții, să recucerească regiunea Panonia și să instaleze un nou conducător al Moraviei, pe Svatopluk al II-lea, aflat în exil în Bavaria. Maghiarii i-au învins pe bavarezi în bătălia de la Pressburg, ceea ce a însemnat sfârșitul inevitabil al Moraviei Mari și împărțirea ei în mai multe teritorii administrate de conducători locali mai mici.
Pe de altă parte, istoricii Lubomír Havlík și T.C. Champion presupun că dinastia Mojmir a continuat să existe până în anul 924 sau 925. Argumentul este că sursele scrise raportează încă patru episcopi moravi (sau un arhiepiscop și trei episcopi) în anul 910. Potrivit lui Champion, condiția prealabilă pentru continuarea activității acestora era o putere de stat funcțională care îi proteja. În timpul unui atac din anul 924 sau 925, se spune că ultimii membri ai dinastiei Mojmir, un anume Mojmir (posibil Mojmir al II-lea) și Svatopluk (posibil Svatopluk al II-lea sau un fiu al lui Mojmir al II-lea), ar fi plecat în exil la Salzburg.
După prăbușirea imperiului morav, în prima jumătate a secolului al X-lea au mai existat, probabil într-o mică măsură, rămășițele unei organizații statale independente, posibil într-o relație de vasalitate față de maghiari.
Trei cronici din secolul al XIII-lea oferă trei relatări diferite despre moartea lui Mojmir al II-lea. Potrivit unei cronici anonime el a murit din cauze naturale, lăsând în urmă o fiică care s-a căsătorit cu un conducător maghiar, Zolt. Acesta ar fi primit cârmuirea Moraviei. Cronicarul Simon Kéza afirmă că Mojmir al II-lea a căzut într-o bătălie lângă Bánhid, iar „Cronica ungaro-polonă” leagă dispariția Moraviei Mari de un regicid.